# 锡涅焦尔斯基农村居民点
锡涅焦尔斯基农村居民点（俄语：Синезёрское сельское поселение）是俄罗斯联邦布良斯克州纳夫利亚区所属的一个农村居民点。其下辖有3个居民点，行政中心为锡涅焦尔斯基。据2015年统计，该农村居民点的人口为1371人。